# Marco Königs
Marco Königs (* 25. Januar 1990 in Solingen) ist ein ehemaliger deutscher Fußballspieler. Sein letzter Verein war der Bonner SC. Im Dezember 2023 gab er sein Karriereende bekannt.

## Karriere
Marco Königs spielte während seiner Jugend lange Zeit in seiner Heimatstadt Solingen beim Fußball Club Solingen 03, ehe er zur Rückrunde der Spielzeit 2005/06 in die Jugendabteilung des TuSpo Richrath wechselte. In der Rückrunde der Saison verhalf er durch einige Tore der Mannschaft dazu, ohne Qualifikation auch im kommenden Jahr in der Niederrheinliga spielen zu dürfen. In der Saison 2006/07 wurde er mit der Mannschaft nur knapp hinter Fortuna Düsseldorf Vizemeister. Marco Königs wurde in dieser Saison mit 40 Treffern bester Torschütze.
Im Sommer 2007 wechselte er in die U-19-Mannschaft von Fortuna Düsseldorf. Ein Jahr später gelang ihm der Sprung in die Reserve von Fortuna Düsseldorf, wodurch er fortan in der fünftklassigen NRW-Liga spielte. Nach dem Aufstieg in die Regionalliga West überzeugte er in der Saison 2009/10 mit sieben Toren in 25 Spielen und wurde für die Spielzeit 2010/11 in Fortunas erste Mannschaft berufen.
Durch einige Verletzungen in dieser Spielzeit kam er erst zum Ende der Saison wieder in der Düsseldorfer Reserve zum Einsatz. Auch in seinem zweiten Profijahr, der Saison 2011/12, gehörte er dem Kader der Zweitligamannschaft an, kam aber weiterhin auch bei den Spielen der Reserve zum Einsatz. Nach neun Toren und sechs Vorlagen in 17 Spielen in der Hinrunde 2011/12 wechselte Königs im Januar 2012 in die 3. Liga zu Preußen Münster, wo er einen Vertrag bis 2013 unterzeichnete. Seit der Saison 2013/14 spielte Königs für den SV Wehen Wiesbaden. In der Winterpause 2014/15 wechselte Königs zu Jahn Regensburg. Der Stürmer konnte in seinen 15 Einsätzen für die Oberpfälzer sechs Tore erzielen, stieg am Saisonende aber dennoch in die Regionalliga Bayern ab. Nach Saisonende wechselte er zu Fortuna Köln und spielte damit weiterhin in der 3. Liga. Nach einer erfolgreichen Saison mit 16 Saisontoren wechselte er zur Saison 2016/17 zum Zweitligisten Würzburger Kickers. Mit Würzburg stieg Königs als Tabellensiebzehnter direkt aus der 2. Bundesliga ab. In dieser Zweitligasaison brachte es Königs auf 28 Punktspieleinsätze und zwei Teilnahmen im DFB-Pokal. In der Folgesaison traf Königs zwei Mal in 23 Ligaspielen. Er erhielt zudem einen Kurzeinsatz im DFB-Pokal gegen den Bundesligisten Werder Bremen. Am Ende der Spielzeit 2017/18 verpasste er mit den Kickers aus Würzburg den Wiederaufstieg in die 2. Liga nur knapp.
Im Sommer 2018 sicherte sich der Drittligist Hansa Rostock die Dienste Königs für zunächst zwei Jahre. Unter Trainer Pavel Dotchev gab er sein Startelfdebüt am 1. Spieltag beim Auswärtsspiel in Cottbus (0:3). In 39 Pflichtpartien kam der Stürmer auf elf Tore und fünf Vorlagen und gewann mit der Mannschaft im Frühjahr 2019 den Mecklenburg-Vorpommern-Pokal.
In der Winterpause der Saison 2019/20 wechselte Königs zu seinem alten Verein Preußen Münster und erhielt einen bis Saisonende gültigen Vertrag.
Zur Saison 2020/21 wechselte er zum Wuppertaler SV in die Regionalliga West. Mit dem WSV gewann Königs 2021 den Niederrheinpokal. Im Mai 2022 gab der Verein die Vertragsverlängerung bis 2023 bekannt. 
Nach der Saison 2022/23 verließ er den Verein und trat dem Mittelrheinligisten Bonner SC bei. Er sollte den Bonner SC wieder zurück in die Regionalliga West bringen. Aufgrund seiner schwachen Performance und persönlichen Gründen gab er jedoch Ende des Jahres sein Karriereende bekannt.

## Erfolge
Hansa Rostock
- Landespokalsieger Mecklenburg-Vorpommern: 2019

Wuppertaler SV
- Niederrheinpokalsieger: 2021